# ナタリナ・ルピノ

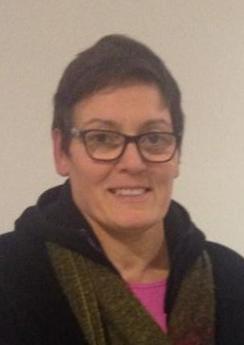

ナタリナ・ルピノ（ Natalina Lupino 1963年6月13日-) はフランスのヴァランシエンヌ出身の柔道選手。現役時代は72kg超級の選手。身長170cm。体重80kg。。

## 人物
1982年の世界選手権では72kg超級で優勝を飾った。1984年の世界選手権無差別で3位になると、72kg超級としては小柄だったために階級を72kg級に下げた。その後最初に出場した福岡国際の決勝では、1ヶ月前の世界選手権で72kg級と無差別の2階級制覇を達成したばかりであるベルギーのイングリッド・ベルグマンスを開始早々の払腰で破って優勝した。1988年になると再び階級を72kg超級に上げて、1989年の世界選手権では3位となった。1991年の世界選手権無差別でも3位となると、翌年の1992年バルセロナオリンピックでは銅メダルを獲得した。

## 主な戦績
72kg超級での戦績
- 1982年 - ドイツ国際　3位
- 1982年 - 世界選手権　優勝
- 1983年 - ヨーロッパ選手権　2位
- 1983年 - イギリス国際　3位
- 1983年 - 福岡国際　2位
- 1984年 - ドイツ国際　2位
- 1984年 - ヨーロッパ選手権　72kg超級　2位　無差別　優勝
- 1984年 - 世界選手権　無差別　3位

72kg級での戦績
- 1984年 - 福岡国際　優勝
- 1985年 - ヨーロッパ選手権　3位
- 1986年 - ベルギー国際　3位

72kg超級での戦績
- 1988年 - イギリス国際　2位
- 1989年 - フランス国際　3位
- 1989年 - フランス語圏競技大会　優勝
- 1989年 - 世界選手権　3位
- 1990年 - ヨーロッパ選手権　無差別　2位
- 1991年 - ヨーロッパ選手権　無差別　3位
- 1991年 - 世界選手権　無差別　3位
- 1992年 - ヨーロッパ選手権　無差別　3位
- 1992年 - バルセロナオリンピック　3位